# العزارة
العزارة هي فترة من فترات السّنة، حسب التّقويم «الأمازيغي» أو الفلاحي، تبدأ يوم 3 فبراير وتنتهي يوم 13 من نفس الشهر، يكون فيها الطّقس تارة جميلا وتارة باردا وممطرا.

## أصل التّسمية
أصل كلمة العزارة هي «العزري» بالدّارجة التّونسية وتعني الشّاب الغير متزوّج الأعزب.